# Forat coronal

A les zones A, les línies de camp són tancades i mantenen el plasma de la corona. A les zones B el plasma pot escapar al llargde les línies de camp magnètic. Aquestes zones són els forats coronals.

Un forat coronal és una àrea de la corona solar més fosca, freda i amb un plasma de menor densitat que l'àrea que l'envolta. Els forats coronals es descobriren quan els telescopis de raigs X de la missió Skylab sobrevolaren l'atmosfera terrestre per a investigar l'estructura de la corona solar.
Els forats coronals estan lligats a concentracions unipolars de línies de camp magnètic obertes. Durant el mínim solar, els forats coronals es troben principalment en les regions polars de Sol, en canvi, durant el màxim solar es poden localitzar a qualsevol regió del Sol. Se sap que els components del vent solar que es mouen ràpidament viatgen al llarg de les línies dels que travessen els forats coronals permetent la sortida de material de la corona cap al l'espa, raó per la qual aquestes regions són més fredes i fosques.
|  |  |